# Balogh György (kanonok)
Balogh György (Kupuszina, 1817. április 16. – Bács, 1889. július 4.) kanonok, plébános.

## Élete
Pappá szentelték 1841-ben, augusztus 16-án. Káplánkodott Bikityen, Almáson, Szontán, Szabadkán és Zomborban. 1850-ben vajszkai, 1860-ban bácsi plébánossá nevezték ki; később Szent Margitról címzett garabi apát és a kalocsai székesegyház tiszteletbeli kanonokja lett.

## Művei
- Örömfüzér nagymélt. főtiszt. Nádasdi gróf Nádasdy P. Ferencz urnak kalocsai s bácsi érseki székébe ünnepélyes beigtatásakor (1846, Szabadka.)
- A bácsi r. k. plébánia százéves emléke. (Esztergom, 1867.) (Különnyomat a Magyar Sionból hét képpel.)